# Coleoxestia anthracina
Espèce
Coleoxestia anthracina est une espèce de coléoptères de la famille des Cerambycidae.